# No lloraré
No lloraré es la quinta canción del primer álbum oficialmente grabado por Hombres G, cuyo nombre es también Hombres G. La versión original es de Alice Cooper  y la adaptación al español fue realizada por David Summers.
- Datos: Q6043828